# Qiao Guanhua

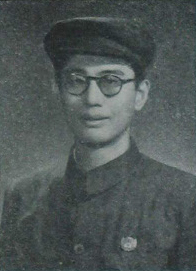
Qiao Guanhua (1949)

Qiao Guanhua (chinesisch 喬冠華 / 乔冠华; * 28. März 1913 in Yancheng/Provinz Jiangsu; † 22. September 1983) war ein chinesischer Diplomat und Politiker. Er war von 1974 bis 1976 Außenminister der Volksrepublik China.

## Leben
Nach seinem Studium und der 1937 erfolgten Promotion an der Universität Tübingen arbeitete Qiao zunächst als Journalist und schrieb während des Zweiten Weltkriegs Kolumnen für die Zeitung Xinhua Ribao in Chongqing. Nach der Gründung der Volksrepublik China bekleidete er verschiedene Positionen im Außenministerium, darunter von 1963 bis 1974 den Posten des Vize-Außenministers. Im November 1974 wurde er schließlich zum Außenminister ernannt und blieb dies bis 1976. 
In den Jahren nach 1976 war er Berater der „Gesellschaft des Chinesischen Volkes für Freundschaft mit dem Ausland“. Außerdem war er Autor verschiedener Werke, u. a. Von München bis Dünkirchen.

## Veröffentlichungen
- Rede Tjiao Guan-huas, Delegationsleiter der Volksrepublik China, auf der Plenarsitzung der 27. Tagung der UNO-Vollversammlung (3. Oktober 1972). Verlag für fremdsprachige Literatur, Peking 1972.
- Rede Tjiao Guan-huas, Delegationsleiter der Volksrepublik China, auf der Plenarsitzung der 28. Tagung der UNO-Vollversammlung (2. Oktober 1973). Verlag für fremdsprachige Literatur, Peking 1973.
- Rede Tjiao Guan-huas, Delegationsleiter der Volksrepublik China, auf der 29. Tagung der UNO-Vollversammlung (2. Oktober 1974). Verlag für fremdsprachige Literatur, Peking 1974.
- Rede Tjiao Guan-huas, Delegationsleiter der Volksrepublik China, auf der Plenarsitzung der 30. Tagung der UNO-Vollversammlung (26. September 1975). Verlag für fremdsprachige Literatur, Peking 1975.